# Ладика Дмитро Теодорович
Дмитро Теодорович Ладика (14 серпня 1889, с. Домаморич, нині Тернопільського району — 13 лютого 1945, м. Дрезден, нині Німеччина) — український політичний і громадський діяч. Член УВО.

## Життєпис
Народився 14 серпня 1889 року в с. Домаморич (Королівство Галичини та Володимирії, Австро-Угорщина, нині Тернопільський район, Тернопільська область, Україна).
Навчався в цісарсько-королівській українській гімназії у Тернополі (1901—1909, зокрема, у навчальному році 1905/1906 був учнем 5-б класу, серед його однокласників, зокрема, Гриць Ракочий). Закінчив правничий факультет Львівського університету.
Воював у лавах УГА, мав ранг четаря.
Відкрив власну адвокатську контору в м. Тернополі. 1 жовтня 1920 року він та о. Леонтій Куницький були заарештовані польською владою. Вступив до лав УВО, з 1922 року став очільником Тернопільської округи цієї організації. З 1924 року став членом управи товариства «Просвіта». Був співзасновником і головою відділу УСРП в Тернополі, від цієї партії обирався послом до Сейму Другої Речі Посполитої. Член Надзірної ради кооперативи «Подільська пасічна спілка». Також був діяльним в українських товариствах «Рідна школа», «Робітнича громада». У 1944 році виїхав до Німеччини.
Загинув 13 лютого 1945 року в Дрездені (нині Німеччина) під час бомбардування міста авіацією Великої Британії та США.